# الخطوط العريضة للتقنية النووية

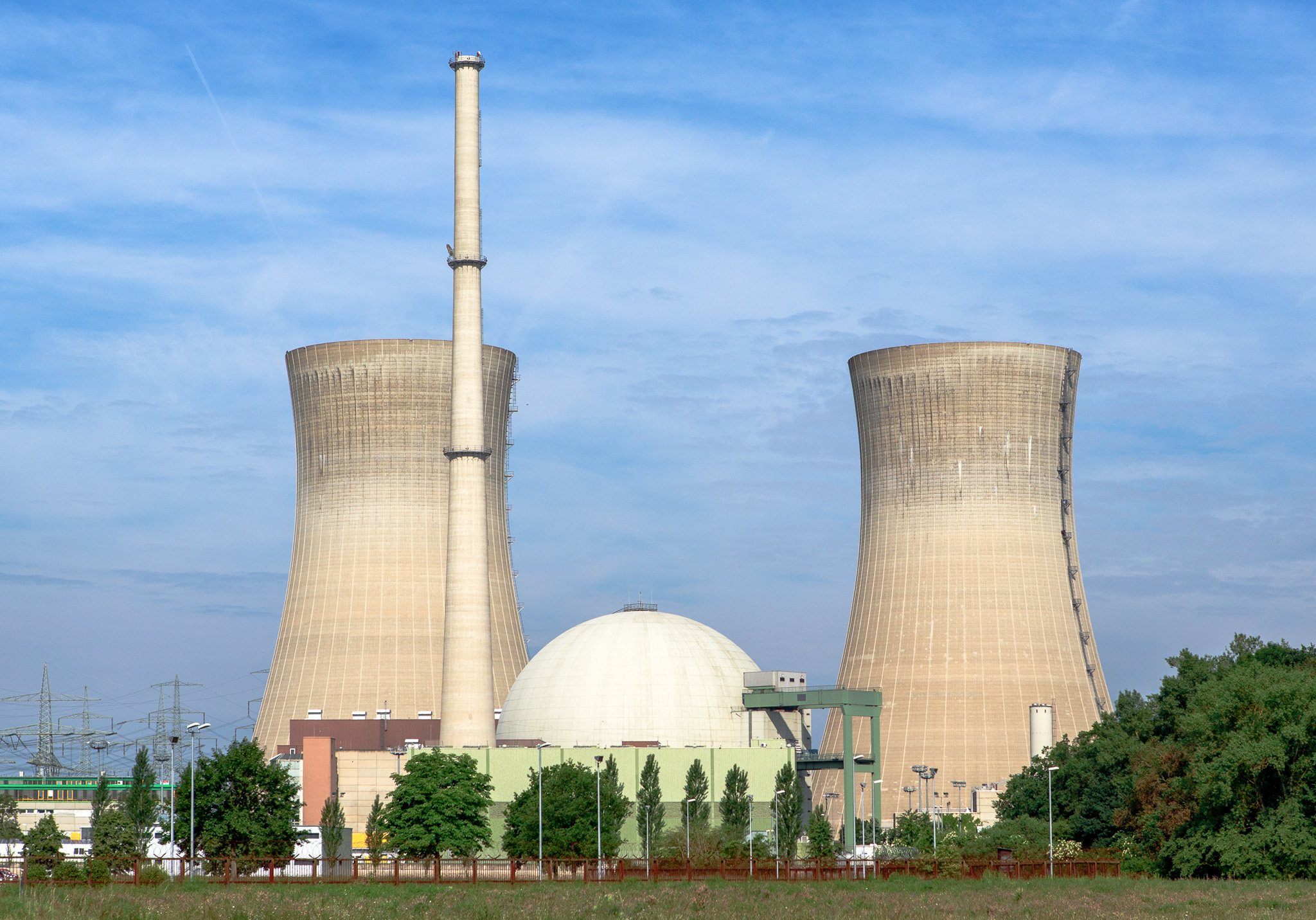
محطة طاقة نووية.

انشطار نووي، أو التفاعل التسلسلي : يصطدم نيوترون بنواة ذرة U^{235}، فتنقسم منتجة من 2 - 3 نيوترونات، وتصطدم تلك النيترونات بأنوية ذرات يورانيوم أخرى منتجة من 2 - 3 نيوترونات (الكرات الصغيرة الخضراء في الشكل)، وهكذا تتزايد تزايدًا كبيرًا في جزء من الثانية. يصاحب هذا الانقسام انطلاق طاقة حرارية كبيرة، لأن انقسام نواة ذرة اليورانيوم-235، يكون مصحوبًا بانطلاق طاقة قدرها 200 ميجا إلكترون فولت.

اندماج نووي.

الخطوط العريضة للتقنية النووية تنطوي على تفاعلات النواة الذرية. من بين التقنيات النووية البارزة:
- الطاقة النووية
- الطب النووي
- الأسلحة النووية

كما وجدت تطبيقات من كاشفات الدخان إلى المفاعلات النووية والأسلحة النووية.

## جوهر التقنية النووية
- النواة الذرية
- إشعاعات أيونية
- الكيمياء النووية
- الانشطار النووي
- الاندماج النووي
- السلامة النووية
- إشعاع
- النشاط الإشعاعي

## فروع التقنية النووية
- الهندسة النووية
- الانشطار النووي
- الطب النووي
- فيزياء نووية

## المواد النووية

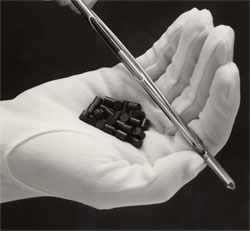
قضيب الوقود ويتكون من أنبوب الزركونيوم ويعبأ به أقراص أكسيد اليورانيوم

- وقود نووي
- المواد الخصبة
- الثوريوم
- اليورانيوم
- اليورانيوم المخصب
- يورانيوم منضب
- البلوتونيوم
- الديوتيريوم
- التريتيوم نظير للهيدروجين

## تاريخ التقنية النووية

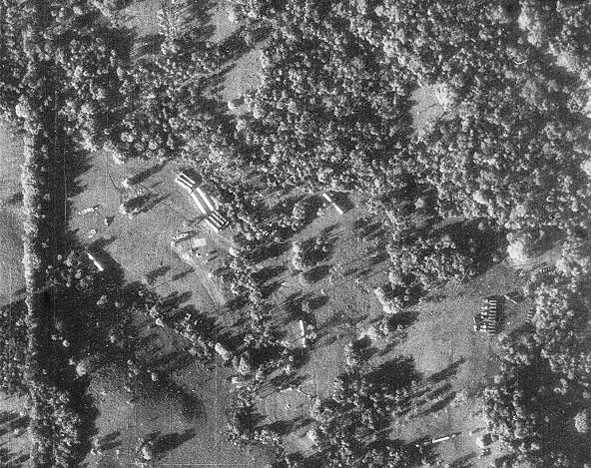
صورة استطلاعية لصواريخ نووية سوفييتية في كوبا. ويرى الشاحنات والخيام للتعبئة والصيانة

- سباق التسلح النووي
- تاريخ الحرب النووية
- القصف الذري لهيروشيما وناجازاكي
- أزمة الصواريخ الكوبية

## قائمة التجارب النووية
- الجدول الزمني للبرنامج النووي لكوريا الشمالية
- الجدول الزمني للانصهار النووي
- الجدول الزمني للبرنامج النووي الإيراني

## أنواع المفاعلات
- مفاعل تبريد الغاز المتقدم
- مفاعل الماء المغلي
- مفاعل التوليد السريع
- مفاعل نيوتروني سريع
- مفاعل سريع تبريد بالغاز
- مفاعل الجيل الرابع
- مفاعل سريع متكامل
- مفاعل سريع تبريد الرصاص
- مفاعل تبريد المعادن السائلة
- مفاعل الملح المنصهر
- مفاعل الماء المضغوط
- مفاعل سريع تبريد الصوديوم
- مفاعل الماء فوق الحرج
- مولد كهربائي للنظائر المشعة
- النفايات المشعة
- تطوير الطاقة في المستقبل
- الدفع النووي
- صاروخ حراري نووي

## الطب النووي

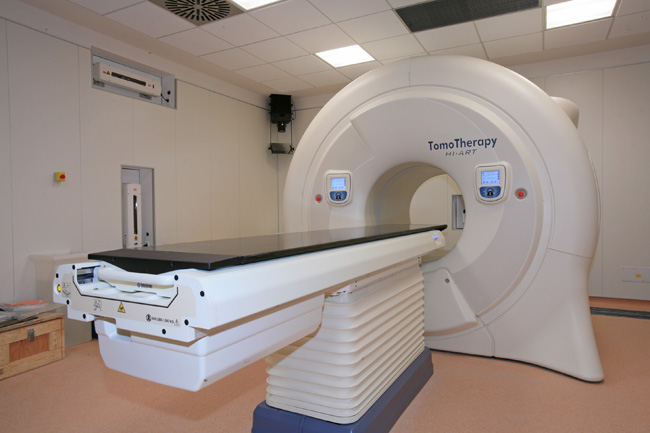
المعالجة المقطعية من النوع HI

- العلاج الإشعاعي الموضعي
- جاما
- العلاج بالبروتون
- المعالجة المقطعية

## أسلحة نووية
- انفجار نووي
- الفشل القاتل
- الضربة الأولى
- الضربة الثانية
- ابتزاز نووي
- الانتشار النووي
- قنبلة نووية

## علماء التقنية النووية

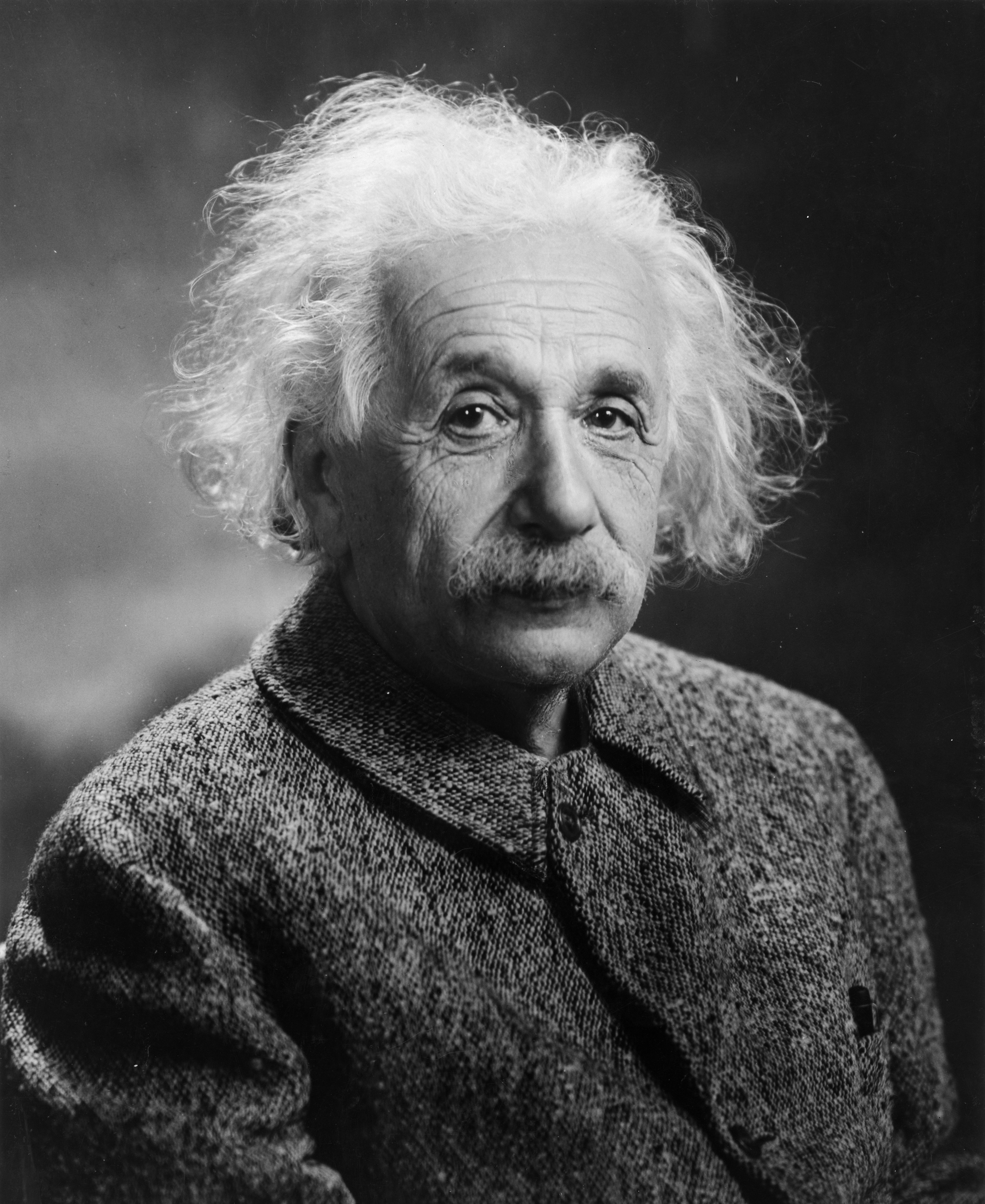
ألبرت أينشتاين عام 1947

- هنري بيكريل
- نيلز بور
- جيمس تشادويك
- جون كوكروفت
- بيير كوري
- ماري كوري
- البرت اينشتاين
- مايكل فارادي
- إنريكو فيرمي
- أوتو هان
- ليز مايتنر
- روبرت أوبنهايمر
- فرانكو راسيتي
- إرنست رذرفورد

## وصلات خارجية
- الطاقة الذرية في العالم العربي